# Véronique Lange
Véronique Lange (* 20. Jahrhundert) ist eine belgische Filmeditorin.
Véronique Lange entstammt der belgischen Gemeinde Nassogne und ist seit Anfang der 1980er Jahre als Filmeditorin tätig, zu ihren Arbeiten gehören Spielfilme und wenige Kurzfilme. Insgesamt schnitt sie mehr als 35 Produktionen. 1999 wurde ihre Arbeit bei Taxi mit dem César für den Besten Schnitt ausgezeichnet,  2008 wurde sie für Ein Geheimnis nominiert.

## Filmografie (Auswahl)
- 1998: Taxi
- 2001: Betty Fisher et autres histoires
- 2002: Riders
- 2002: Göttliche Intervention – Eine Chronik von Liebe und Schmerz (يد إلهية)
- 2005: Sky Fighters
- 2006: Die Schlange (Le Serpent)
- 2006: Ränkespiel der Macht (Président)
- 2006: WWW – What a Wonderful World
- 2007: Ein Geheimnis (Un secret)
- 2008: Les Enfants de Timpelbach
- 2011: Wer weiß, wohin? (Et maintenant, on va où?)
- 2012: Thérèse (Thérèse Desqueyroux)
- 2013: Zwischen den Wellen (En solitaire)
- 2017: Le Petit Spirou
- 2017: Mein neues bestes Stück (Si j'étais un homme)
- 2018: Sibel
- 2018: Mrs. Mills von nebenan (Madame Mills, une voisine si parfaite)
- 2019: Vom Gießen des Zitronenbaums (It Must Be Heaven)
- 2020: Gaza mon amour
- 2023: Déserts – Für eine Handvoll Dirham (Déserts)